# Палац Сапіг
Пала́ц Сапіг, також палац Сапігів або палац Сапєг — пам'ятка архітектури у Львові. Розташований на вулиці Коперника, 40а.

## Історія
Палац було зведено 1867 року коштом князя Леона Людвіка Сапіги за проєктом архітектора Адольфа Куна у стилі французького бароко XVIII століття (це історичний стиль XIX століття — необароко). Будівля двоповерхова, з мезоніном, головний об'єм має в плані форму квадрата, до якого примикає прямокутний флігель. Монументальна огорожа з ажурними металевими воротами відділяє парадний двір від вулиці. Стіни будівлі відрізняються м'якою пластикою, їх поверхню різноманітять рустикація і виступи пілястр, розкреповка карнизів і міжповерхові поясочки.
Нащадок стародавнього литовсько-руського роду Леон Сапега (чи, ймовірно, Адам), який замовив для себе палац, був одним з найпомітніших спонсорів залізничного будівництва в Галичині. Будівництво палацу обійшлося практично так само дорого, як і будівництво палацу Потоцьких.
Під час українсько-польської війни з початку листопада палац був штабом українців.
Палац Сапег у Львові зберігся виключно завдяки зусиллям Львівської обласної організації Українського товариства охорони пам'яток історії та культури. 1972 р. постало питання про розбирання цього будинку. Товариство виступило з ініціативою реставрувати його своїм коштом. До 1976 року відбувалася реставрація за рахунок членських внесків та благодійних пожертв товариства.
Протягом тривалого часу тут містилася жіноча гімназія.
Після Другої світової війни, на місці знищеної під час війни частини палацу було збудовано будівлю середньої загальноосвітньої школи № 9 на 600 учнів, що має адресу: вул. Коперника, 40.